# Pippinia
Pippinia es un género de foraminífero bentónico de la familia Spiroloculinidae, de la superfamilia Milioloidea, del suborden Miliolina y del orden Miliolida. Su especie tipo es Pippinia galapagosensis. Su rango cronoestratigráfico abarca el Holoceno.

## Clasificación
Pippinia incluye a la siguiente especie:
- Pippinia galapagosensis